# Bruno Müller (SS-Mitglied)

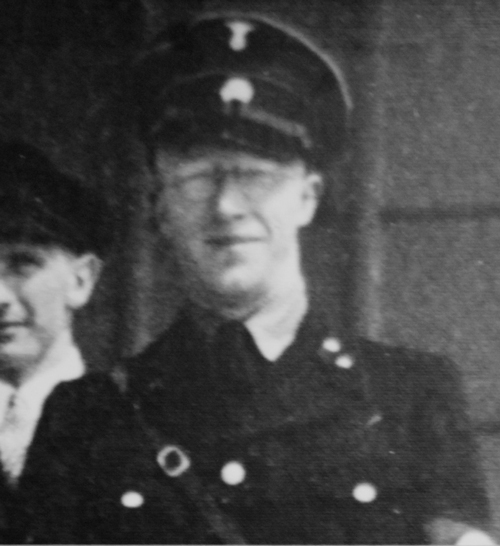
Bruno Müller (um 1933)

Bruno Müller (* 13. September 1905 in Straßburg; † 1. März 1960 in Oldenburg) war ein deutscher Jurist, SS-Obersturmbannführer und Oberregierungsrat. Müller bekleidete zur Zeit des Nationalsozialismus folgende Funktionen: Leiter des Referats III B 4 des Reichssicherheitshauptamtes, Führer des Einsatzkommandos 2/I im deutsch besetzten Polen und des Sonderkommandos 11b in Rumänien und der Sowjetunion sowie Kommandeur der Sicherheitspolizei und des SD in Krakau, Rouen, Prag und Kiel.

## Leben
Zum 1. Dezember 1931 trat Müller der NSDAP (Mitgliedsnummer 885.088) und der SS bei (SS-Nummer 23.884). Nach dem Studium der Rechtswissenschaften und einer Promotion zum internationalen Völkerrecht zum Dr. jur. war er 1933/34 Bürgermeister in Norderney.
Müller legte sein Assessorexamen 1935 ab und übernahm im gleichen Jahr die Leitung der Gestapostelle in Oldenburg. 1937 war er in gleicher Funktion in Wilhelmshaven tätig.
Unmittelbar vor dem Überfall auf Polen wurde er zum Führer des Einsatzkommandos 2 (EK 2/I) der Einsatzgruppe I der Sicherheitspolizei bestimmt, die im Rahmen der „Intelligenzaktion“ mit der „Bekämpfung aller reichs- und deutschfeindlichen Elemente rückwärts der fechtenden Truppe“ und der möglichst umfassenden Liquidierung der polnischen Führungsschicht beauftragt war.
Vom 16. bis zum 27. September 1939 befand sich das EK 2/I in Jarosław am San. Den Befehl des Generalquartiermeisters beim Oberkommando des Heeres vom 12. September 1939 zur Abschiebung aller Juden in Ostoberschlesien über den San in den sowjetisch besetzten Teil von Polen gab die 14. Armee an die Einsatzgruppen der Sicherheitspolizei mit der Weisung weiter, die Grenzorte „aus Abwehrgründen von allen unzuverlässigen Elementen zu säubern“; d. h. „die jüdische Bevölkerung […] – soweit möglich – über den San abzuschieben“ (Abwehrbericht Ic/AOK III des AOK 14 an Ic/AO III der HGr Süd, 23. September 1939).
Am 25. September 1939 zwangen die Einsatzkommandos der Einsatzgruppe I Hunderte von Juden, die Stadt Jarosław innerhalb einer Stunde zu verlassen. Auf Flöße gesetzt und mit Schüssen angetrieben, überquerten diese den San. Dabei ertranken viele im Fluss, die anderen gerieten in eine ausweglose Lage, da die Rotarmisten die unerwünschten Ankömmlinge mit Schüssen abwehrten, während die zurückweichenden Menschen vom Westufer des San von den Einsatzkommandos erschossen wurden.
Zu den weiteren Aktionen des EK 2/I zählte auch die Verhaftung der Professoren der Krakauer Jagiellonen-Universität am 6. November 1939 im Rahmen der „Sonderaktion Krakau“.
Das EK 2/I wurde am 20. November 1939 aufgelöst und Müller bis Dezember 1939 als Kommandeur der Sicherheitspolizei und des SD (KdS) in Krakau als Vorgänger von Walter Huppenkothen verwendet. Im Frühjahr und Sommer 1940 wurde er beim KdS in Holland eingesetzt.
Vom Oktober 1940 bis Mai 1941 war Müller als Leiter des Referates III B 4 (Einwanderung und Umsiedlung) des Reichssicherheitshauptamtes (RSHA) tätig.
Vor dem Angriff auf die Sowjetunion wurden erneut Einsatzgruppen der Sicherheitspolizei und des SD aufgestellt. Müller wurde zunächst als Leiter IV/V im Stab der Einsatzgruppe D (EGr D) eingesetzt und ab Juli 1941 mit der Führung des Sonderkommandos 11b (SK 11b) beauftragt. Dieses Sonderkommando, das aus der Teilung des Einsatzkommandos 11 in die SK 11a und SK 11b entstanden war, gehörte zur EGr D, die unter der Führung von Müllers Amtschef, SS-Standartenführer Otto Ohlendorf, stand und im Bereich der 11. Armee in der südlichen Ukraine eingesetzt wurde. Die Einsatzgruppe D der Sicherheitspolizei und des SD meldete bis Ende 1941 92.000 ermordete Zivilisten nach Berlin. Während die Einsatzkommandos im Rückwärtigen Armeegebiet agierten, waren die Sonderkommandos für den Einsatz im Operationsraum der Armeen vorgesehen. Aus diesem Grund wurden auch aus dem bisherigen Einsatzkommando 11 die beiden genannten Sonderkommandos gebildet.
Am 22. Juli 1941 befahl das Armeeoberkommando (AOK) 11 den Einsatz des SK 11b im Raum des rumänischen AOK 2 in Südbessarabien, um dort „nach Weisung des Chefs der Sicherheitspolizei in Ismail, Reni, Bolgrad, Akkerman und Odessa Aufträge politischer Art und Beschlagnahme politischen Beutematerials durchzuführen“. (AOK 11, Abt. Ic/AO an EGr D, 22. Juli 1941). Im August 1941 „betreute“ das SK 11b im Einvernehmen mit den Dienststellen des rumänischen Heeres das „Operationsgebiet um Odessa“ und blieb in Erwartung der Einnahme dieser Stadt dort „in Bereitschaft für sicherheitspolizeiliche Arbeit“. Da Odessa jedoch erst am 16. Oktober 1941 genommen werden konnte, beteiligte sich das SK 11b zwischenzeitlich von Großliebental aus mit der „Betreuung der Volksdeutschen“ (Ohlendorf an AOK 11, Ereignismeldung 89 vom 20. September 1941). Nach dem Fall von Odessa verlegte das SK 11b seinen Standort in diese Stadt.
In einer Vernehmung durch die Staatsanwaltschaft am 11. Mai 1962 schilderte der ehemalige SS-Obersturmführer Johannes Schlupper folgenden Vorfall anlässlich der Kommandoübergabe am 8. August 1941 in Thigina. So trat „als erstes […] Müller zu einer Jüdin, die ein etwa dreijähriges Kind am Arm hatte, und die von irgend jemand vorgeführt worden war, […] und sagte etwa folgendes: ‚Ihr müsst sterben, damit wir leben können.’ Dann zog er seine Pistole und erschoss zunächst das Kind und dann die Frau.“
Müller führte das SK 11b bis Oktober 1941 und war ab Dezember 1941 Leiter der Staatspolizeistelle Stettin. Von Oktober 1943 bis März 1944 war er KdS in Wolhynien, anschließend kurz bei der EGr E in Kroatien. Im Mai 1944 ging er als KdS nach Rouen und im November 1944 nach Prag zum Befehlshaber der Sicherheitspolizei und des SD (BdS) Erwin Weinmann. Zuletzt war er noch KdS in Kiel. In dieser Funktion unterstand ihm auch das Arbeitserziehungslager Nordmark in Kiel-Hassee.

## Nach dem Krieg
1947 wurde Müller von einem britischen Militärgericht wegen seiner Verantwortung für
Vorkommnisse im Arbeitserziehungslager Nordmark in Kiel-Hassee zu zwanzig Jahren Haft verurteilt, dem Gericht war nicht bekannt, dass Müller in Krakau tätig gewesen war. Im Zug der durch den Kalten Krieg ausgelösten Amnestiewelle wurde auch Müller bereits im September 1953 aus der Haft entlassen. Er arbeitete sodann als Versicherungskaufmann. Diverse Versuche der polnischen Justizbehörden, Müller wegen seiner Tätigkeit beim EK 2/I zur Verantwortung zu ziehen, scheiterten letztlich. Auch für die während seines Einsatzes als Leiter des Sonderkommandos 11 b ab Juli 1941 begangenen Kriegsverbrechen wurde er nie strafrechtlich belangt.
Am 1. März 1960 starb Bruno Müller in Oldenburg.

## Publikation
- Wohnungsbau fördern. In: "Die Arbeit" : Zeitschrift für Gewerkschaftspolitik und Wirtschaftskunde, 1933 Nr. 10, H. 3, S. 205f.